# Ivo Vazgeč
Ivo Vazgeč (ur. 6 lutego 1986 w Kakanju) – szwedzki piłkarz pochodzenia chorwackiego występujący na pozycji bramkarza w klubie Assyriska FF.

## Kariera klubowa
Urodził się w mieście Kakanj (dzisiejsza Bośnia i Hercegowina), skąd po wybuchu wojny domowej w Jugosławii w wieku 7 lat wraz z rodziną wyemigrował do Szwecji. Zamieszkał w miejscowości Nässjö i w wieku 14 lat rozpoczął treningi w lokalnym klubie Nässjö FF. Po osiągnięciu pełnoletniości podpisał zawodowy kontrakt z Jönköpings Södra IF i rozegrał dla tego klubu 41 meczów na poziomie Superettan.
W latach 2007–2008 był on graczem greckiej AE Larisy i duńskiego Aalborg BK, jednak nie rozegrał dla tych klubów żadnego oficjalnego spotkania. W sezonie 2008 powrócił on do Szwecji i występował w Assyriska FF oraz IFK Norrköping.
Przed sezonem 2009/2010 Vazgeč na zasadzie wolnego transferu został piłkarzem Śląska Wrocław. W Ekstraklasie zadebiutował 1. sierpnia w wygranym 2:0 meczu z Cracovią. Po pojawieniu się w klubie Mariána Kelemena stracił on miejsce w pierwszym składzie. W lipcu 2010 rozwiązano z nim kontrakt za porozumieniem stron. Ogółem rozegrał dla Śląska siedem meczów ligowych i jedno spotkanie w ramach Pucharu Polski.
Po powrocie do Szwecji Ivo Vazgeč występował ponownie w Jönköpings Södra IF oraz w Landskrona BoIS. W styczniu 2013 był on testowany przez Cracovię, jednak sztab trenerski nie zdecydował się go zatrudnić.
Wiosną 2013 podpisał umowę z IF Brommapojkarna, w barwach której zadebiutował w Allsvenskan.

## Kariera reprezentacyjna
Ivo Vazgeč ma na koncie jeden mecz w reprezentacji Szwecji U-21 rozegrany w 2006 przeciwko Finlandii (0:0).